# Paradoxostoma ovaliphylla
Paradoxostoma ovaliphylla is een mosselkreeftjessoort uit de familie van de Paradoxostomatidae. De wetenschappelijke naam van de soort is voor het eerst geldig gepubliceerd in 1984 door Hu.